# فرودگاه بایس یووجیانگ
فرودگاه بایس یووجیانگ (به انگلیسی: Baise Youjiang Airport) یک فرودگاه نظامی و همگانی مسافربری با کد یاتا AEB است که یک باند فرود بتن دارد و طول باند آن ۲۵۰۰ متر است. این فرودگاه در شهر تیان‌یانگ کشور چین قرار دارد و در ارتفاع ۴۵ متری از سطح دریا واقع شده‌است.

## شرکت‌های هواپیمایی و مقصدهای پروازی
| شرکت‌های هواپیمایی      | مقصدهای پروازی                     |
| ---------------------- | ---------------------------------- |
| هواپیمایی شرقی چین     | چنگچینگ ییانگبی، شانگهای پودنگ     |
| China Express Airlines | چنگچینگ ییانگبی، گایلین لیانگ‌جیانگ |
| هاینان ایرلاینز        | بایون گوآنگجو                      |